# Mandara-ji
Le Mandara-ji (曼荼羅寺) est le 72e temple du pèlerinage de Shikoku. Il est situé à Zentsūji, dans la préfecture de Kagawa au Japon.

## Galerie

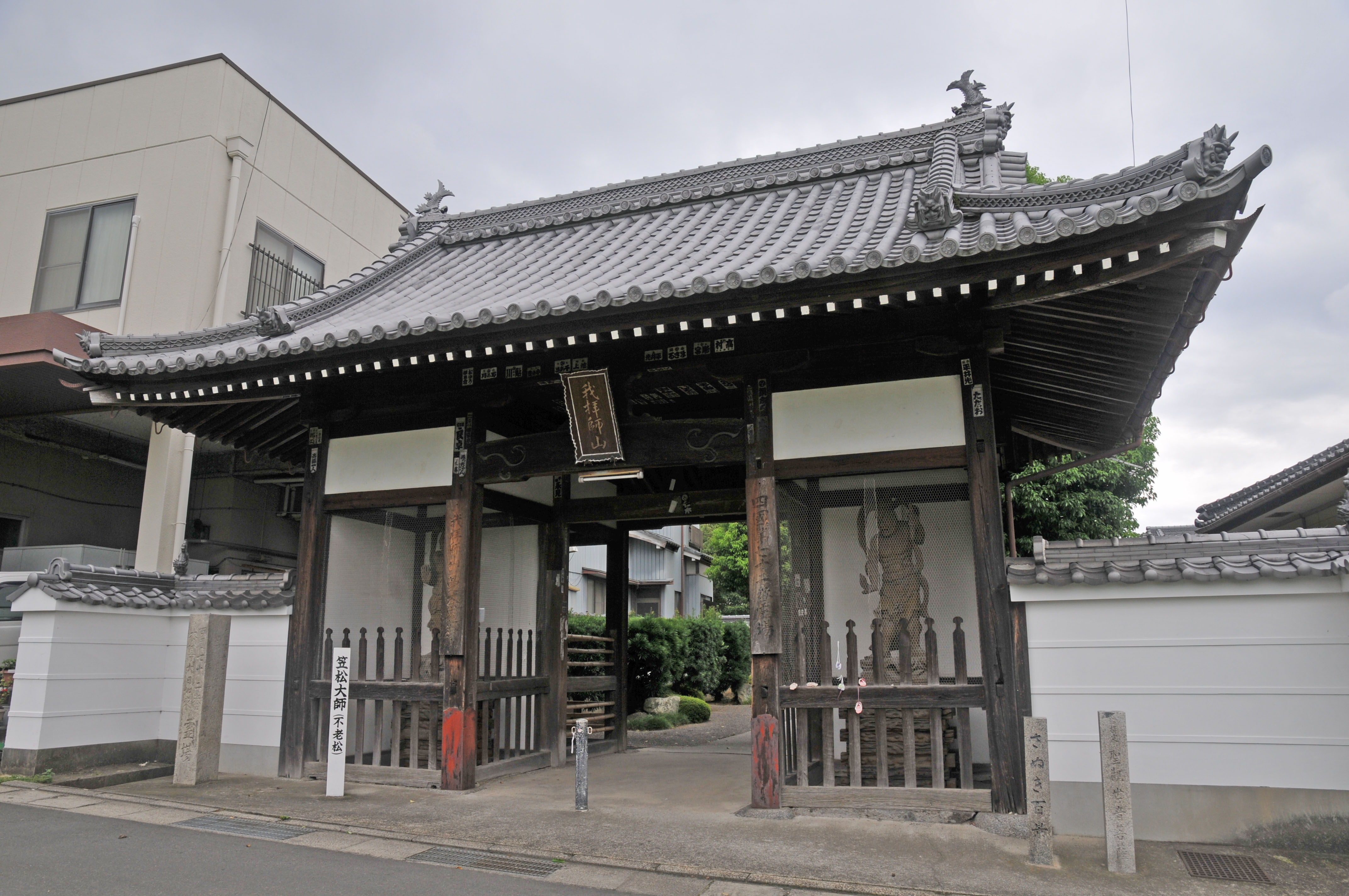
La porte du temple.
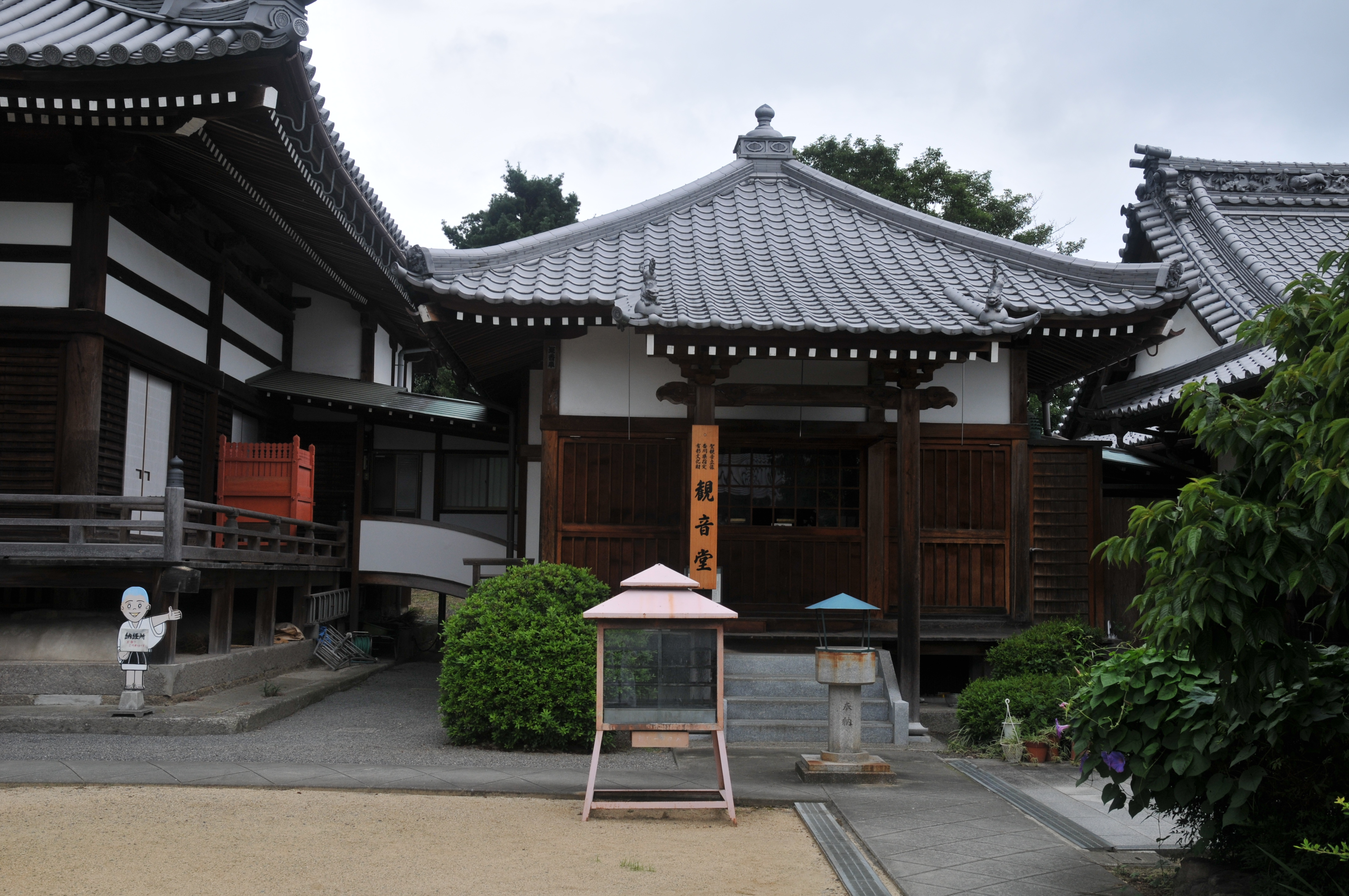
Kannon-dō.
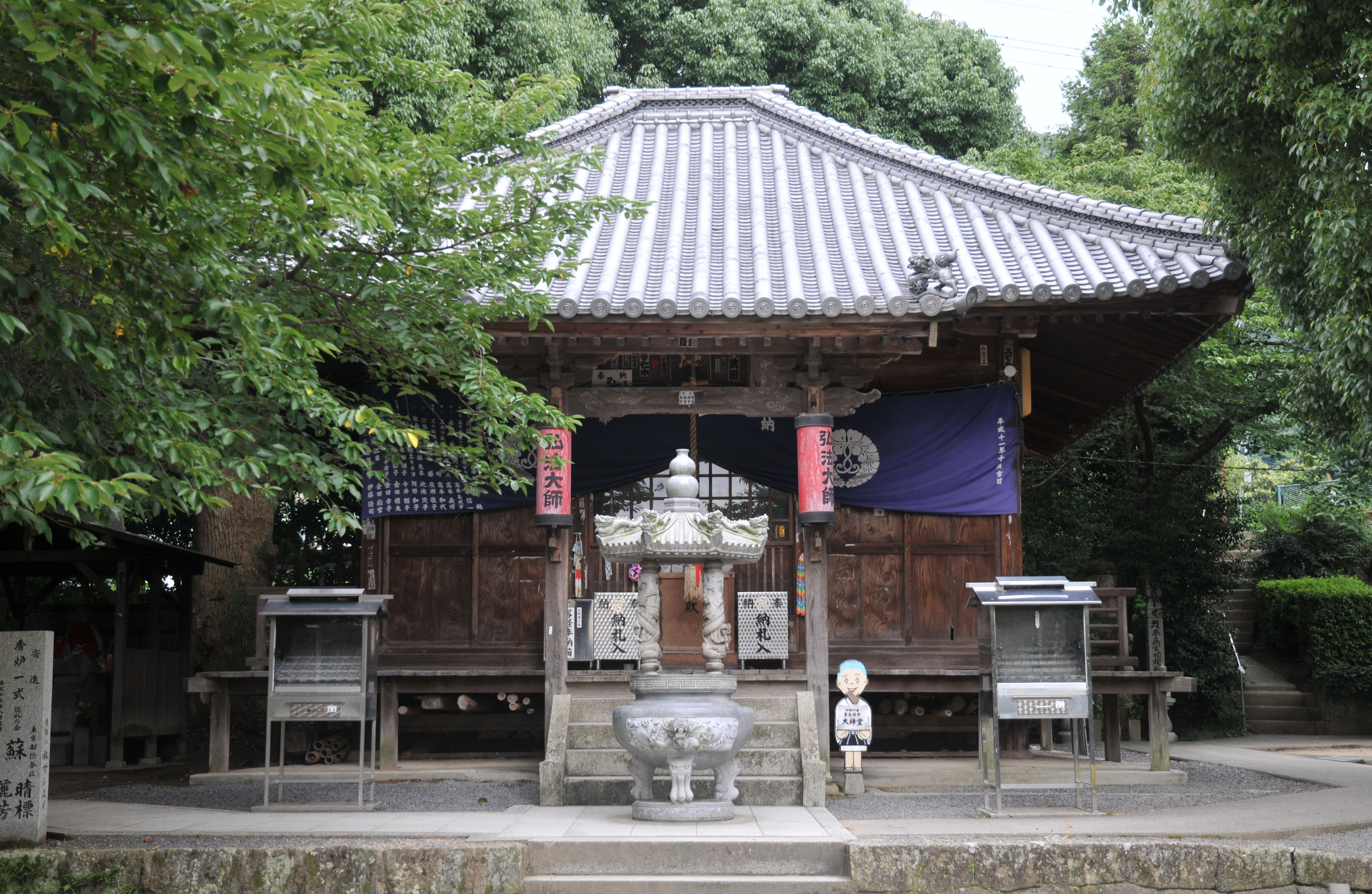
Daishi-dō.